# Matto del barbiere
|   | a | b | c | d | e | f | g | h |   |
| 8 | a8 torre del nero · c8 alfiere del nero · d8 donna del nero · e8 re del nero · f8 alfiere del nero · h8 torre del nero · a7 pedone del nero · b7 pedone del nero · c7 pedone del nero · d7 pedone del nero · f7 donna del bianco · g7 pedone del nero · h7 pedone del nero · c6 cavallo del nero · f6 cavallo del nero · e5 pedone del nero · c4 alfiere del bianco · e4 pedone del bianco · a2 pedone del bianco · b2 pedone del bianco · c2 pedone del bianco · d2 pedone del bianco · f2 pedone del bianco · g2 pedone del bianco · h2 pedone del bianco · a1 torre del bianco · b1 cavallo del bianco · c1 alfiere del bianco · e1 re del bianco · g1 cavallo del bianco · h1 torre del bianco | a8 torre del nero · c8 alfiere del nero · d8 donna del nero · e8 re del nero · f8 alfiere del nero · h8 torre del nero · a7 pedone del nero · b7 pedone del nero · c7 pedone del nero · d7 pedone del nero · f7 donna del bianco · g7 pedone del nero · h7 pedone del nero · c6 cavallo del nero · f6 cavallo del nero · e5 pedone del nero · c4 alfiere del bianco · e4 pedone del bianco · a2 pedone del bianco · b2 pedone del bianco · c2 pedone del bianco · d2 pedone del bianco · f2 pedone del bianco · g2 pedone del bianco · h2 pedone del bianco · a1 torre del bianco · b1 cavallo del bianco · c1 alfiere del bianco · e1 re del bianco · g1 cavallo del bianco · h1 torre del bianco | a8 torre del nero · c8 alfiere del nero · d8 donna del nero · e8 re del nero · f8 alfiere del nero · h8 torre del nero · a7 pedone del nero · b7 pedone del nero · c7 pedone del nero · d7 pedone del nero · f7 donna del bianco · g7 pedone del nero · h7 pedone del nero · c6 cavallo del nero · f6 cavallo del nero · e5 pedone del nero · c4 alfiere del bianco · e4 pedone del bianco · a2 pedone del bianco · b2 pedone del bianco · c2 pedone del bianco · d2 pedone del bianco · f2 pedone del bianco · g2 pedone del bianco · h2 pedone del bianco · a1 torre del bianco · b1 cavallo del bianco · c1 alfiere del bianco · e1 re del bianco · g1 cavallo del bianco · h1 torre del bianco | a8 torre del nero · c8 alfiere del nero · d8 donna del nero · e8 re del nero · f8 alfiere del nero · h8 torre del nero · a7 pedone del nero · b7 pedone del nero · c7 pedone del nero · d7 pedone del nero · f7 donna del bianco · g7 pedone del nero · h7 pedone del nero · c6 cavallo del nero · f6 cavallo del nero · e5 pedone del nero · c4 alfiere del bianco · e4 pedone del bianco · a2 pedone del bianco · b2 pedone del bianco · c2 pedone del bianco · d2 pedone del bianco · f2 pedone del bianco · g2 pedone del bianco · h2 pedone del bianco · a1 torre del bianco · b1 cavallo del bianco · c1 alfiere del bianco · e1 re del bianco · g1 cavallo del bianco · h1 torre del bianco | a8 torre del nero · c8 alfiere del nero · d8 donna del nero · e8 re del nero · f8 alfiere del nero · h8 torre del nero · a7 pedone del nero · b7 pedone del nero · c7 pedone del nero · d7 pedone del nero · f7 donna del bianco · g7 pedone del nero · h7 pedone del nero · c6 cavallo del nero · f6 cavallo del nero · e5 pedone del nero · c4 alfiere del bianco · e4 pedone del bianco · a2 pedone del bianco · b2 pedone del bianco · c2 pedone del bianco · d2 pedone del bianco · f2 pedone del bianco · g2 pedone del bianco · h2 pedone del bianco · a1 torre del bianco · b1 cavallo del bianco · c1 alfiere del bianco · e1 re del bianco · g1 cavallo del bianco · h1 torre del bianco | a8 torre del nero · c8 alfiere del nero · d8 donna del nero · e8 re del nero · f8 alfiere del nero · h8 torre del nero · a7 pedone del nero · b7 pedone del nero · c7 pedone del nero · d7 pedone del nero · f7 donna del bianco · g7 pedone del nero · h7 pedone del nero · c6 cavallo del nero · f6 cavallo del nero · e5 pedone del nero · c4 alfiere del bianco · e4 pedone del bianco · a2 pedone del bianco · b2 pedone del bianco · c2 pedone del bianco · d2 pedone del bianco · f2 pedone del bianco · g2 pedone del bianco · h2 pedone del bianco · a1 torre del bianco · b1 cavallo del bianco · c1 alfiere del bianco · e1 re del bianco · g1 cavallo del bianco · h1 torre del bianco | a8 torre del nero · c8 alfiere del nero · d8 donna del nero · e8 re del nero · f8 alfiere del nero · h8 torre del nero · a7 pedone del nero · b7 pedone del nero · c7 pedone del nero · d7 pedone del nero · f7 donna del bianco · g7 pedone del nero · h7 pedone del nero · c6 cavallo del nero · f6 cavallo del nero · e5 pedone del nero · c4 alfiere del bianco · e4 pedone del bianco · a2 pedone del bianco · b2 pedone del bianco · c2 pedone del bianco · d2 pedone del bianco · f2 pedone del bianco · g2 pedone del bianco · h2 pedone del bianco · a1 torre del bianco · b1 cavallo del bianco · c1 alfiere del bianco · e1 re del bianco · g1 cavallo del bianco · h1 torre del bianco | a8 torre del nero · c8 alfiere del nero · d8 donna del nero · e8 re del nero · f8 alfiere del nero · h8 torre del nero · a7 pedone del nero · b7 pedone del nero · c7 pedone del nero · d7 pedone del nero · f7 donna del bianco · g7 pedone del nero · h7 pedone del nero · c6 cavallo del nero · f6 cavallo del nero · e5 pedone del nero · c4 alfiere del bianco · e4 pedone del bianco · a2 pedone del bianco · b2 pedone del bianco · c2 pedone del bianco · d2 pedone del bianco · f2 pedone del bianco · g2 pedone del bianco · h2 pedone del bianco · a1 torre del bianco · b1 cavallo del bianco · c1 alfiere del bianco · e1 re del bianco · g1 cavallo del bianco · h1 torre del bianco | 8 |
| 7 | a8 torre del nero · c8 alfiere del nero · d8 donna del nero · e8 re del nero · f8 alfiere del nero · h8 torre del nero · a7 pedone del nero · b7 pedone del nero · c7 pedone del nero · d7 pedone del nero · f7 donna del bianco · g7 pedone del nero · h7 pedone del nero · c6 cavallo del nero · f6 cavallo del nero · e5 pedone del nero · c4 alfiere del bianco · e4 pedone del bianco · a2 pedone del bianco · b2 pedone del bianco · c2 pedone del bianco · d2 pedone del bianco · f2 pedone del bianco · g2 pedone del bianco · h2 pedone del bianco · a1 torre del bianco · b1 cavallo del bianco · c1 alfiere del bianco · e1 re del bianco · g1 cavallo del bianco · h1 torre del bianco | a8 torre del nero · c8 alfiere del nero · d8 donna del nero · e8 re del nero · f8 alfiere del nero · h8 torre del nero · a7 pedone del nero · b7 pedone del nero · c7 pedone del nero · d7 pedone del nero · f7 donna del bianco · g7 pedone del nero · h7 pedone del nero · c6 cavallo del nero · f6 cavallo del nero · e5 pedone del nero · c4 alfiere del bianco · e4 pedone del bianco · a2 pedone del bianco · b2 pedone del bianco · c2 pedone del bianco · d2 pedone del bianco · f2 pedone del bianco · g2 pedone del bianco · h2 pedone del bianco · a1 torre del bianco · b1 cavallo del bianco · c1 alfiere del bianco · e1 re del bianco · g1 cavallo del bianco · h1 torre del bianco | a8 torre del nero · c8 alfiere del nero · d8 donna del nero · e8 re del nero · f8 alfiere del nero · h8 torre del nero · a7 pedone del nero · b7 pedone del nero · c7 pedone del nero · d7 pedone del nero · f7 donna del bianco · g7 pedone del nero · h7 pedone del nero · c6 cavallo del nero · f6 cavallo del nero · e5 pedone del nero · c4 alfiere del bianco · e4 pedone del bianco · a2 pedone del bianco · b2 pedone del bianco · c2 pedone del bianco · d2 pedone del bianco · f2 pedone del bianco · g2 pedone del bianco · h2 pedone del bianco · a1 torre del bianco · b1 cavallo del bianco · c1 alfiere del bianco · e1 re del bianco · g1 cavallo del bianco · h1 torre del bianco | a8 torre del nero · c8 alfiere del nero · d8 donna del nero · e8 re del nero · f8 alfiere del nero · h8 torre del nero · a7 pedone del nero · b7 pedone del nero · c7 pedone del nero · d7 pedone del nero · f7 donna del bianco · g7 pedone del nero · h7 pedone del nero · c6 cavallo del nero · f6 cavallo del nero · e5 pedone del nero · c4 alfiere del bianco · e4 pedone del bianco · a2 pedone del bianco · b2 pedone del bianco · c2 pedone del bianco · d2 pedone del bianco · f2 pedone del bianco · g2 pedone del bianco · h2 pedone del bianco · a1 torre del bianco · b1 cavallo del bianco · c1 alfiere del bianco · e1 re del bianco · g1 cavallo del bianco · h1 torre del bianco | a8 torre del nero · c8 alfiere del nero · d8 donna del nero · e8 re del nero · f8 alfiere del nero · h8 torre del nero · a7 pedone del nero · b7 pedone del nero · c7 pedone del nero · d7 pedone del nero · f7 donna del bianco · g7 pedone del nero · h7 pedone del nero · c6 cavallo del nero · f6 cavallo del nero · e5 pedone del nero · c4 alfiere del bianco · e4 pedone del bianco · a2 pedone del bianco · b2 pedone del bianco · c2 pedone del bianco · d2 pedone del bianco · f2 pedone del bianco · g2 pedone del bianco · h2 pedone del bianco · a1 torre del bianco · b1 cavallo del bianco · c1 alfiere del bianco · e1 re del bianco · g1 cavallo del bianco · h1 torre del bianco | a8 torre del nero · c8 alfiere del nero · d8 donna del nero · e8 re del nero · f8 alfiere del nero · h8 torre del nero · a7 pedone del nero · b7 pedone del nero · c7 pedone del nero · d7 pedone del nero · f7 donna del bianco · g7 pedone del nero · h7 pedone del nero · c6 cavallo del nero · f6 cavallo del nero · e5 pedone del nero · c4 alfiere del bianco · e4 pedone del bianco · a2 pedone del bianco · b2 pedone del bianco · c2 pedone del bianco · d2 pedone del bianco · f2 pedone del bianco · g2 pedone del bianco · h2 pedone del bianco · a1 torre del bianco · b1 cavallo del bianco · c1 alfiere del bianco · e1 re del bianco · g1 cavallo del bianco · h1 torre del bianco | a8 torre del nero · c8 alfiere del nero · d8 donna del nero · e8 re del nero · f8 alfiere del nero · h8 torre del nero · a7 pedone del nero · b7 pedone del nero · c7 pedone del nero · d7 pedone del nero · f7 donna del bianco · g7 pedone del nero · h7 pedone del nero · c6 cavallo del nero · f6 cavallo del nero · e5 pedone del nero · c4 alfiere del bianco · e4 pedone del bianco · a2 pedone del bianco · b2 pedone del bianco · c2 pedone del bianco · d2 pedone del bianco · f2 pedone del bianco · g2 pedone del bianco · h2 pedone del bianco · a1 torre del bianco · b1 cavallo del bianco · c1 alfiere del bianco · e1 re del bianco · g1 cavallo del bianco · h1 torre del bianco | a8 torre del nero · c8 alfiere del nero · d8 donna del nero · e8 re del nero · f8 alfiere del nero · h8 torre del nero · a7 pedone del nero · b7 pedone del nero · c7 pedone del nero · d7 pedone del nero · f7 donna del bianco · g7 pedone del nero · h7 pedone del nero · c6 cavallo del nero · f6 cavallo del nero · e5 pedone del nero · c4 alfiere del bianco · e4 pedone del bianco · a2 pedone del bianco · b2 pedone del bianco · c2 pedone del bianco · d2 pedone del bianco · f2 pedone del bianco · g2 pedone del bianco · h2 pedone del bianco · a1 torre del bianco · b1 cavallo del bianco · c1 alfiere del bianco · e1 re del bianco · g1 cavallo del bianco · h1 torre del bianco | 7 |
| 6 | a8 torre del nero · c8 alfiere del nero · d8 donna del nero · e8 re del nero · f8 alfiere del nero · h8 torre del nero · a7 pedone del nero · b7 pedone del nero · c7 pedone del nero · d7 pedone del nero · f7 donna del bianco · g7 pedone del nero · h7 pedone del nero · c6 cavallo del nero · f6 cavallo del nero · e5 pedone del nero · c4 alfiere del bianco · e4 pedone del bianco · a2 pedone del bianco · b2 pedone del bianco · c2 pedone del bianco · d2 pedone del bianco · f2 pedone del bianco · g2 pedone del bianco · h2 pedone del bianco · a1 torre del bianco · b1 cavallo del bianco · c1 alfiere del bianco · e1 re del bianco · g1 cavallo del bianco · h1 torre del bianco | a8 torre del nero · c8 alfiere del nero · d8 donna del nero · e8 re del nero · f8 alfiere del nero · h8 torre del nero · a7 pedone del nero · b7 pedone del nero · c7 pedone del nero · d7 pedone del nero · f7 donna del bianco · g7 pedone del nero · h7 pedone del nero · c6 cavallo del nero · f6 cavallo del nero · e5 pedone del nero · c4 alfiere del bianco · e4 pedone del bianco · a2 pedone del bianco · b2 pedone del bianco · c2 pedone del bianco · d2 pedone del bianco · f2 pedone del bianco · g2 pedone del bianco · h2 pedone del bianco · a1 torre del bianco · b1 cavallo del bianco · c1 alfiere del bianco · e1 re del bianco · g1 cavallo del bianco · h1 torre del bianco | a8 torre del nero · c8 alfiere del nero · d8 donna del nero · e8 re del nero · f8 alfiere del nero · h8 torre del nero · a7 pedone del nero · b7 pedone del nero · c7 pedone del nero · d7 pedone del nero · f7 donna del bianco · g7 pedone del nero · h7 pedone del nero · c6 cavallo del nero · f6 cavallo del nero · e5 pedone del nero · c4 alfiere del bianco · e4 pedone del bianco · a2 pedone del bianco · b2 pedone del bianco · c2 pedone del bianco · d2 pedone del bianco · f2 pedone del bianco · g2 pedone del bianco · h2 pedone del bianco · a1 torre del bianco · b1 cavallo del bianco · c1 alfiere del bianco · e1 re del bianco · g1 cavallo del bianco · h1 torre del bianco | a8 torre del nero · c8 alfiere del nero · d8 donna del nero · e8 re del nero · f8 alfiere del nero · h8 torre del nero · a7 pedone del nero · b7 pedone del nero · c7 pedone del nero · d7 pedone del nero · f7 donna del bianco · g7 pedone del nero · h7 pedone del nero · c6 cavallo del nero · f6 cavallo del nero · e5 pedone del nero · c4 alfiere del bianco · e4 pedone del bianco · a2 pedone del bianco · b2 pedone del bianco · c2 pedone del bianco · d2 pedone del bianco · f2 pedone del bianco · g2 pedone del bianco · h2 pedone del bianco · a1 torre del bianco · b1 cavallo del bianco · c1 alfiere del bianco · e1 re del bianco · g1 cavallo del bianco · h1 torre del bianco | a8 torre del nero · c8 alfiere del nero · d8 donna del nero · e8 re del nero · f8 alfiere del nero · h8 torre del nero · a7 pedone del nero · b7 pedone del nero · c7 pedone del nero · d7 pedone del nero · f7 donna del bianco · g7 pedone del nero · h7 pedone del nero · c6 cavallo del nero · f6 cavallo del nero · e5 pedone del nero · c4 alfiere del bianco · e4 pedone del bianco · a2 pedone del bianco · b2 pedone del bianco · c2 pedone del bianco · d2 pedone del bianco · f2 pedone del bianco · g2 pedone del bianco · h2 pedone del bianco · a1 torre del bianco · b1 cavallo del bianco · c1 alfiere del bianco · e1 re del bianco · g1 cavallo del bianco · h1 torre del bianco | a8 torre del nero · c8 alfiere del nero · d8 donna del nero · e8 re del nero · f8 alfiere del nero · h8 torre del nero · a7 pedone del nero · b7 pedone del nero · c7 pedone del nero · d7 pedone del nero · f7 donna del bianco · g7 pedone del nero · h7 pedone del nero · c6 cavallo del nero · f6 cavallo del nero · e5 pedone del nero · c4 alfiere del bianco · e4 pedone del bianco · a2 pedone del bianco · b2 pedone del bianco · c2 pedone del bianco · d2 pedone del bianco · f2 pedone del bianco · g2 pedone del bianco · h2 pedone del bianco · a1 torre del bianco · b1 cavallo del bianco · c1 alfiere del bianco · e1 re del bianco · g1 cavallo del bianco · h1 torre del bianco | a8 torre del nero · c8 alfiere del nero · d8 donna del nero · e8 re del nero · f8 alfiere del nero · h8 torre del nero · a7 pedone del nero · b7 pedone del nero · c7 pedone del nero · d7 pedone del nero · f7 donna del bianco · g7 pedone del nero · h7 pedone del nero · c6 cavallo del nero · f6 cavallo del nero · e5 pedone del nero · c4 alfiere del bianco · e4 pedone del bianco · a2 pedone del bianco · b2 pedone del bianco · c2 pedone del bianco · d2 pedone del bianco · f2 pedone del bianco · g2 pedone del bianco · h2 pedone del bianco · a1 torre del bianco · b1 cavallo del bianco · c1 alfiere del bianco · e1 re del bianco · g1 cavallo del bianco · h1 torre del bianco | a8 torre del nero · c8 alfiere del nero · d8 donna del nero · e8 re del nero · f8 alfiere del nero · h8 torre del nero · a7 pedone del nero · b7 pedone del nero · c7 pedone del nero · d7 pedone del nero · f7 donna del bianco · g7 pedone del nero · h7 pedone del nero · c6 cavallo del nero · f6 cavallo del nero · e5 pedone del nero · c4 alfiere del bianco · e4 pedone del bianco · a2 pedone del bianco · b2 pedone del bianco · c2 pedone del bianco · d2 pedone del bianco · f2 pedone del bianco · g2 pedone del bianco · h2 pedone del bianco · a1 torre del bianco · b1 cavallo del bianco · c1 alfiere del bianco · e1 re del bianco · g1 cavallo del bianco · h1 torre del bianco | 6 |
| 5 | a8 torre del nero · c8 alfiere del nero · d8 donna del nero · e8 re del nero · f8 alfiere del nero · h8 torre del nero · a7 pedone del nero · b7 pedone del nero · c7 pedone del nero · d7 pedone del nero · f7 donna del bianco · g7 pedone del nero · h7 pedone del nero · c6 cavallo del nero · f6 cavallo del nero · e5 pedone del nero · c4 alfiere del bianco · e4 pedone del bianco · a2 pedone del bianco · b2 pedone del bianco · c2 pedone del bianco · d2 pedone del bianco · f2 pedone del bianco · g2 pedone del bianco · h2 pedone del bianco · a1 torre del bianco · b1 cavallo del bianco · c1 alfiere del bianco · e1 re del bianco · g1 cavallo del bianco · h1 torre del bianco | a8 torre del nero · c8 alfiere del nero · d8 donna del nero · e8 re del nero · f8 alfiere del nero · h8 torre del nero · a7 pedone del nero · b7 pedone del nero · c7 pedone del nero · d7 pedone del nero · f7 donna del bianco · g7 pedone del nero · h7 pedone del nero · c6 cavallo del nero · f6 cavallo del nero · e5 pedone del nero · c4 alfiere del bianco · e4 pedone del bianco · a2 pedone del bianco · b2 pedone del bianco · c2 pedone del bianco · d2 pedone del bianco · f2 pedone del bianco · g2 pedone del bianco · h2 pedone del bianco · a1 torre del bianco · b1 cavallo del bianco · c1 alfiere del bianco · e1 re del bianco · g1 cavallo del bianco · h1 torre del bianco | a8 torre del nero · c8 alfiere del nero · d8 donna del nero · e8 re del nero · f8 alfiere del nero · h8 torre del nero · a7 pedone del nero · b7 pedone del nero · c7 pedone del nero · d7 pedone del nero · f7 donna del bianco · g7 pedone del nero · h7 pedone del nero · c6 cavallo del nero · f6 cavallo del nero · e5 pedone del nero · c4 alfiere del bianco · e4 pedone del bianco · a2 pedone del bianco · b2 pedone del bianco · c2 pedone del bianco · d2 pedone del bianco · f2 pedone del bianco · g2 pedone del bianco · h2 pedone del bianco · a1 torre del bianco · b1 cavallo del bianco · c1 alfiere del bianco · e1 re del bianco · g1 cavallo del bianco · h1 torre del bianco | a8 torre del nero · c8 alfiere del nero · d8 donna del nero · e8 re del nero · f8 alfiere del nero · h8 torre del nero · a7 pedone del nero · b7 pedone del nero · c7 pedone del nero · d7 pedone del nero · f7 donna del bianco · g7 pedone del nero · h7 pedone del nero · c6 cavallo del nero · f6 cavallo del nero · e5 pedone del nero · c4 alfiere del bianco · e4 pedone del bianco · a2 pedone del bianco · b2 pedone del bianco · c2 pedone del bianco · d2 pedone del bianco · f2 pedone del bianco · g2 pedone del bianco · h2 pedone del bianco · a1 torre del bianco · b1 cavallo del bianco · c1 alfiere del bianco · e1 re del bianco · g1 cavallo del bianco · h1 torre del bianco | a8 torre del nero · c8 alfiere del nero · d8 donna del nero · e8 re del nero · f8 alfiere del nero · h8 torre del nero · a7 pedone del nero · b7 pedone del nero · c7 pedone del nero · d7 pedone del nero · f7 donna del bianco · g7 pedone del nero · h7 pedone del nero · c6 cavallo del nero · f6 cavallo del nero · e5 pedone del nero · c4 alfiere del bianco · e4 pedone del bianco · a2 pedone del bianco · b2 pedone del bianco · c2 pedone del bianco · d2 pedone del bianco · f2 pedone del bianco · g2 pedone del bianco · h2 pedone del bianco · a1 torre del bianco · b1 cavallo del bianco · c1 alfiere del bianco · e1 re del bianco · g1 cavallo del bianco · h1 torre del bianco | a8 torre del nero · c8 alfiere del nero · d8 donna del nero · e8 re del nero · f8 alfiere del nero · h8 torre del nero · a7 pedone del nero · b7 pedone del nero · c7 pedone del nero · d7 pedone del nero · f7 donna del bianco · g7 pedone del nero · h7 pedone del nero · c6 cavallo del nero · f6 cavallo del nero · e5 pedone del nero · c4 alfiere del bianco · e4 pedone del bianco · a2 pedone del bianco · b2 pedone del bianco · c2 pedone del bianco · d2 pedone del bianco · f2 pedone del bianco · g2 pedone del bianco · h2 pedone del bianco · a1 torre del bianco · b1 cavallo del bianco · c1 alfiere del bianco · e1 re del bianco · g1 cavallo del bianco · h1 torre del bianco | a8 torre del nero · c8 alfiere del nero · d8 donna del nero · e8 re del nero · f8 alfiere del nero · h8 torre del nero · a7 pedone del nero · b7 pedone del nero · c7 pedone del nero · d7 pedone del nero · f7 donna del bianco · g7 pedone del nero · h7 pedone del nero · c6 cavallo del nero · f6 cavallo del nero · e5 pedone del nero · c4 alfiere del bianco · e4 pedone del bianco · a2 pedone del bianco · b2 pedone del bianco · c2 pedone del bianco · d2 pedone del bianco · f2 pedone del bianco · g2 pedone del bianco · h2 pedone del bianco · a1 torre del bianco · b1 cavallo del bianco · c1 alfiere del bianco · e1 re del bianco · g1 cavallo del bianco · h1 torre del bianco | a8 torre del nero · c8 alfiere del nero · d8 donna del nero · e8 re del nero · f8 alfiere del nero · h8 torre del nero · a7 pedone del nero · b7 pedone del nero · c7 pedone del nero · d7 pedone del nero · f7 donna del bianco · g7 pedone del nero · h7 pedone del nero · c6 cavallo del nero · f6 cavallo del nero · e5 pedone del nero · c4 alfiere del bianco · e4 pedone del bianco · a2 pedone del bianco · b2 pedone del bianco · c2 pedone del bianco · d2 pedone del bianco · f2 pedone del bianco · g2 pedone del bianco · h2 pedone del bianco · a1 torre del bianco · b1 cavallo del bianco · c1 alfiere del bianco · e1 re del bianco · g1 cavallo del bianco · h1 torre del bianco | 5 |
| 4 | a8 torre del nero · c8 alfiere del nero · d8 donna del nero · e8 re del nero · f8 alfiere del nero · h8 torre del nero · a7 pedone del nero · b7 pedone del nero · c7 pedone del nero · d7 pedone del nero · f7 donna del bianco · g7 pedone del nero · h7 pedone del nero · c6 cavallo del nero · f6 cavallo del nero · e5 pedone del nero · c4 alfiere del bianco · e4 pedone del bianco · a2 pedone del bianco · b2 pedone del bianco · c2 pedone del bianco · d2 pedone del bianco · f2 pedone del bianco · g2 pedone del bianco · h2 pedone del bianco · a1 torre del bianco · b1 cavallo del bianco · c1 alfiere del bianco · e1 re del bianco · g1 cavallo del bianco · h1 torre del bianco | a8 torre del nero · c8 alfiere del nero · d8 donna del nero · e8 re del nero · f8 alfiere del nero · h8 torre del nero · a7 pedone del nero · b7 pedone del nero · c7 pedone del nero · d7 pedone del nero · f7 donna del bianco · g7 pedone del nero · h7 pedone del nero · c6 cavallo del nero · f6 cavallo del nero · e5 pedone del nero · c4 alfiere del bianco · e4 pedone del bianco · a2 pedone del bianco · b2 pedone del bianco · c2 pedone del bianco · d2 pedone del bianco · f2 pedone del bianco · g2 pedone del bianco · h2 pedone del bianco · a1 torre del bianco · b1 cavallo del bianco · c1 alfiere del bianco · e1 re del bianco · g1 cavallo del bianco · h1 torre del bianco | a8 torre del nero · c8 alfiere del nero · d8 donna del nero · e8 re del nero · f8 alfiere del nero · h8 torre del nero · a7 pedone del nero · b7 pedone del nero · c7 pedone del nero · d7 pedone del nero · f7 donna del bianco · g7 pedone del nero · h7 pedone del nero · c6 cavallo del nero · f6 cavallo del nero · e5 pedone del nero · c4 alfiere del bianco · e4 pedone del bianco · a2 pedone del bianco · b2 pedone del bianco · c2 pedone del bianco · d2 pedone del bianco · f2 pedone del bianco · g2 pedone del bianco · h2 pedone del bianco · a1 torre del bianco · b1 cavallo del bianco · c1 alfiere del bianco · e1 re del bianco · g1 cavallo del bianco · h1 torre del bianco | a8 torre del nero · c8 alfiere del nero · d8 donna del nero · e8 re del nero · f8 alfiere del nero · h8 torre del nero · a7 pedone del nero · b7 pedone del nero · c7 pedone del nero · d7 pedone del nero · f7 donna del bianco · g7 pedone del nero · h7 pedone del nero · c6 cavallo del nero · f6 cavallo del nero · e5 pedone del nero · c4 alfiere del bianco · e4 pedone del bianco · a2 pedone del bianco · b2 pedone del bianco · c2 pedone del bianco · d2 pedone del bianco · f2 pedone del bianco · g2 pedone del bianco · h2 pedone del bianco · a1 torre del bianco · b1 cavallo del bianco · c1 alfiere del bianco · e1 re del bianco · g1 cavallo del bianco · h1 torre del bianco | a8 torre del nero · c8 alfiere del nero · d8 donna del nero · e8 re del nero · f8 alfiere del nero · h8 torre del nero · a7 pedone del nero · b7 pedone del nero · c7 pedone del nero · d7 pedone del nero · f7 donna del bianco · g7 pedone del nero · h7 pedone del nero · c6 cavallo del nero · f6 cavallo del nero · e5 pedone del nero · c4 alfiere del bianco · e4 pedone del bianco · a2 pedone del bianco · b2 pedone del bianco · c2 pedone del bianco · d2 pedone del bianco · f2 pedone del bianco · g2 pedone del bianco · h2 pedone del bianco · a1 torre del bianco · b1 cavallo del bianco · c1 alfiere del bianco · e1 re del bianco · g1 cavallo del bianco · h1 torre del bianco | a8 torre del nero · c8 alfiere del nero · d8 donna del nero · e8 re del nero · f8 alfiere del nero · h8 torre del nero · a7 pedone del nero · b7 pedone del nero · c7 pedone del nero · d7 pedone del nero · f7 donna del bianco · g7 pedone del nero · h7 pedone del nero · c6 cavallo del nero · f6 cavallo del nero · e5 pedone del nero · c4 alfiere del bianco · e4 pedone del bianco · a2 pedone del bianco · b2 pedone del bianco · c2 pedone del bianco · d2 pedone del bianco · f2 pedone del bianco · g2 pedone del bianco · h2 pedone del bianco · a1 torre del bianco · b1 cavallo del bianco · c1 alfiere del bianco · e1 re del bianco · g1 cavallo del bianco · h1 torre del bianco | a8 torre del nero · c8 alfiere del nero · d8 donna del nero · e8 re del nero · f8 alfiere del nero · h8 torre del nero · a7 pedone del nero · b7 pedone del nero · c7 pedone del nero · d7 pedone del nero · f7 donna del bianco · g7 pedone del nero · h7 pedone del nero · c6 cavallo del nero · f6 cavallo del nero · e5 pedone del nero · c4 alfiere del bianco · e4 pedone del bianco · a2 pedone del bianco · b2 pedone del bianco · c2 pedone del bianco · d2 pedone del bianco · f2 pedone del bianco · g2 pedone del bianco · h2 pedone del bianco · a1 torre del bianco · b1 cavallo del bianco · c1 alfiere del bianco · e1 re del bianco · g1 cavallo del bianco · h1 torre del bianco | a8 torre del nero · c8 alfiere del nero · d8 donna del nero · e8 re del nero · f8 alfiere del nero · h8 torre del nero · a7 pedone del nero · b7 pedone del nero · c7 pedone del nero · d7 pedone del nero · f7 donna del bianco · g7 pedone del nero · h7 pedone del nero · c6 cavallo del nero · f6 cavallo del nero · e5 pedone del nero · c4 alfiere del bianco · e4 pedone del bianco · a2 pedone del bianco · b2 pedone del bianco · c2 pedone del bianco · d2 pedone del bianco · f2 pedone del bianco · g2 pedone del bianco · h2 pedone del bianco · a1 torre del bianco · b1 cavallo del bianco · c1 alfiere del bianco · e1 re del bianco · g1 cavallo del bianco · h1 torre del bianco | 4 |
| 3 | a8 torre del nero · c8 alfiere del nero · d8 donna del nero · e8 re del nero · f8 alfiere del nero · h8 torre del nero · a7 pedone del nero · b7 pedone del nero · c7 pedone del nero · d7 pedone del nero · f7 donna del bianco · g7 pedone del nero · h7 pedone del nero · c6 cavallo del nero · f6 cavallo del nero · e5 pedone del nero · c4 alfiere del bianco · e4 pedone del bianco · a2 pedone del bianco · b2 pedone del bianco · c2 pedone del bianco · d2 pedone del bianco · f2 pedone del bianco · g2 pedone del bianco · h2 pedone del bianco · a1 torre del bianco · b1 cavallo del bianco · c1 alfiere del bianco · e1 re del bianco · g1 cavallo del bianco · h1 torre del bianco | a8 torre del nero · c8 alfiere del nero · d8 donna del nero · e8 re del nero · f8 alfiere del nero · h8 torre del nero · a7 pedone del nero · b7 pedone del nero · c7 pedone del nero · d7 pedone del nero · f7 donna del bianco · g7 pedone del nero · h7 pedone del nero · c6 cavallo del nero · f6 cavallo del nero · e5 pedone del nero · c4 alfiere del bianco · e4 pedone del bianco · a2 pedone del bianco · b2 pedone del bianco · c2 pedone del bianco · d2 pedone del bianco · f2 pedone del bianco · g2 pedone del bianco · h2 pedone del bianco · a1 torre del bianco · b1 cavallo del bianco · c1 alfiere del bianco · e1 re del bianco · g1 cavallo del bianco · h1 torre del bianco | a8 torre del nero · c8 alfiere del nero · d8 donna del nero · e8 re del nero · f8 alfiere del nero · h8 torre del nero · a7 pedone del nero · b7 pedone del nero · c7 pedone del nero · d7 pedone del nero · f7 donna del bianco · g7 pedone del nero · h7 pedone del nero · c6 cavallo del nero · f6 cavallo del nero · e5 pedone del nero · c4 alfiere del bianco · e4 pedone del bianco · a2 pedone del bianco · b2 pedone del bianco · c2 pedone del bianco · d2 pedone del bianco · f2 pedone del bianco · g2 pedone del bianco · h2 pedone del bianco · a1 torre del bianco · b1 cavallo del bianco · c1 alfiere del bianco · e1 re del bianco · g1 cavallo del bianco · h1 torre del bianco | a8 torre del nero · c8 alfiere del nero · d8 donna del nero · e8 re del nero · f8 alfiere del nero · h8 torre del nero · a7 pedone del nero · b7 pedone del nero · c7 pedone del nero · d7 pedone del nero · f7 donna del bianco · g7 pedone del nero · h7 pedone del nero · c6 cavallo del nero · f6 cavallo del nero · e5 pedone del nero · c4 alfiere del bianco · e4 pedone del bianco · a2 pedone del bianco · b2 pedone del bianco · c2 pedone del bianco · d2 pedone del bianco · f2 pedone del bianco · g2 pedone del bianco · h2 pedone del bianco · a1 torre del bianco · b1 cavallo del bianco · c1 alfiere del bianco · e1 re del bianco · g1 cavallo del bianco · h1 torre del bianco | a8 torre del nero · c8 alfiere del nero · d8 donna del nero · e8 re del nero · f8 alfiere del nero · h8 torre del nero · a7 pedone del nero · b7 pedone del nero · c7 pedone del nero · d7 pedone del nero · f7 donna del bianco · g7 pedone del nero · h7 pedone del nero · c6 cavallo del nero · f6 cavallo del nero · e5 pedone del nero · c4 alfiere del bianco · e4 pedone del bianco · a2 pedone del bianco · b2 pedone del bianco · c2 pedone del bianco · d2 pedone del bianco · f2 pedone del bianco · g2 pedone del bianco · h2 pedone del bianco · a1 torre del bianco · b1 cavallo del bianco · c1 alfiere del bianco · e1 re del bianco · g1 cavallo del bianco · h1 torre del bianco | a8 torre del nero · c8 alfiere del nero · d8 donna del nero · e8 re del nero · f8 alfiere del nero · h8 torre del nero · a7 pedone del nero · b7 pedone del nero · c7 pedone del nero · d7 pedone del nero · f7 donna del bianco · g7 pedone del nero · h7 pedone del nero · c6 cavallo del nero · f6 cavallo del nero · e5 pedone del nero · c4 alfiere del bianco · e4 pedone del bianco · a2 pedone del bianco · b2 pedone del bianco · c2 pedone del bianco · d2 pedone del bianco · f2 pedone del bianco · g2 pedone del bianco · h2 pedone del bianco · a1 torre del bianco · b1 cavallo del bianco · c1 alfiere del bianco · e1 re del bianco · g1 cavallo del bianco · h1 torre del bianco | a8 torre del nero · c8 alfiere del nero · d8 donna del nero · e8 re del nero · f8 alfiere del nero · h8 torre del nero · a7 pedone del nero · b7 pedone del nero · c7 pedone del nero · d7 pedone del nero · f7 donna del bianco · g7 pedone del nero · h7 pedone del nero · c6 cavallo del nero · f6 cavallo del nero · e5 pedone del nero · c4 alfiere del bianco · e4 pedone del bianco · a2 pedone del bianco · b2 pedone del bianco · c2 pedone del bianco · d2 pedone del bianco · f2 pedone del bianco · g2 pedone del bianco · h2 pedone del bianco · a1 torre del bianco · b1 cavallo del bianco · c1 alfiere del bianco · e1 re del bianco · g1 cavallo del bianco · h1 torre del bianco | a8 torre del nero · c8 alfiere del nero · d8 donna del nero · e8 re del nero · f8 alfiere del nero · h8 torre del nero · a7 pedone del nero · b7 pedone del nero · c7 pedone del nero · d7 pedone del nero · f7 donna del bianco · g7 pedone del nero · h7 pedone del nero · c6 cavallo del nero · f6 cavallo del nero · e5 pedone del nero · c4 alfiere del bianco · e4 pedone del bianco · a2 pedone del bianco · b2 pedone del bianco · c2 pedone del bianco · d2 pedone del bianco · f2 pedone del bianco · g2 pedone del bianco · h2 pedone del bianco · a1 torre del bianco · b1 cavallo del bianco · c1 alfiere del bianco · e1 re del bianco · g1 cavallo del bianco · h1 torre del bianco | 3 |
| 2 | a8 torre del nero · c8 alfiere del nero · d8 donna del nero · e8 re del nero · f8 alfiere del nero · h8 torre del nero · a7 pedone del nero · b7 pedone del nero · c7 pedone del nero · d7 pedone del nero · f7 donna del bianco · g7 pedone del nero · h7 pedone del nero · c6 cavallo del nero · f6 cavallo del nero · e5 pedone del nero · c4 alfiere del bianco · e4 pedone del bianco · a2 pedone del bianco · b2 pedone del bianco · c2 pedone del bianco · d2 pedone del bianco · f2 pedone del bianco · g2 pedone del bianco · h2 pedone del bianco · a1 torre del bianco · b1 cavallo del bianco · c1 alfiere del bianco · e1 re del bianco · g1 cavallo del bianco · h1 torre del bianco | a8 torre del nero · c8 alfiere del nero · d8 donna del nero · e8 re del nero · f8 alfiere del nero · h8 torre del nero · a7 pedone del nero · b7 pedone del nero · c7 pedone del nero · d7 pedone del nero · f7 donna del bianco · g7 pedone del nero · h7 pedone del nero · c6 cavallo del nero · f6 cavallo del nero · e5 pedone del nero · c4 alfiere del bianco · e4 pedone del bianco · a2 pedone del bianco · b2 pedone del bianco · c2 pedone del bianco · d2 pedone del bianco · f2 pedone del bianco · g2 pedone del bianco · h2 pedone del bianco · a1 torre del bianco · b1 cavallo del bianco · c1 alfiere del bianco · e1 re del bianco · g1 cavallo del bianco · h1 torre del bianco | a8 torre del nero · c8 alfiere del nero · d8 donna del nero · e8 re del nero · f8 alfiere del nero · h8 torre del nero · a7 pedone del nero · b7 pedone del nero · c7 pedone del nero · d7 pedone del nero · f7 donna del bianco · g7 pedone del nero · h7 pedone del nero · c6 cavallo del nero · f6 cavallo del nero · e5 pedone del nero · c4 alfiere del bianco · e4 pedone del bianco · a2 pedone del bianco · b2 pedone del bianco · c2 pedone del bianco · d2 pedone del bianco · f2 pedone del bianco · g2 pedone del bianco · h2 pedone del bianco · a1 torre del bianco · b1 cavallo del bianco · c1 alfiere del bianco · e1 re del bianco · g1 cavallo del bianco · h1 torre del bianco | a8 torre del nero · c8 alfiere del nero · d8 donna del nero · e8 re del nero · f8 alfiere del nero · h8 torre del nero · a7 pedone del nero · b7 pedone del nero · c7 pedone del nero · d7 pedone del nero · f7 donna del bianco · g7 pedone del nero · h7 pedone del nero · c6 cavallo del nero · f6 cavallo del nero · e5 pedone del nero · c4 alfiere del bianco · e4 pedone del bianco · a2 pedone del bianco · b2 pedone del bianco · c2 pedone del bianco · d2 pedone del bianco · f2 pedone del bianco · g2 pedone del bianco · h2 pedone del bianco · a1 torre del bianco · b1 cavallo del bianco · c1 alfiere del bianco · e1 re del bianco · g1 cavallo del bianco · h1 torre del bianco | a8 torre del nero · c8 alfiere del nero · d8 donna del nero · e8 re del nero · f8 alfiere del nero · h8 torre del nero · a7 pedone del nero · b7 pedone del nero · c7 pedone del nero · d7 pedone del nero · f7 donna del bianco · g7 pedone del nero · h7 pedone del nero · c6 cavallo del nero · f6 cavallo del nero · e5 pedone del nero · c4 alfiere del bianco · e4 pedone del bianco · a2 pedone del bianco · b2 pedone del bianco · c2 pedone del bianco · d2 pedone del bianco · f2 pedone del bianco · g2 pedone del bianco · h2 pedone del bianco · a1 torre del bianco · b1 cavallo del bianco · c1 alfiere del bianco · e1 re del bianco · g1 cavallo del bianco · h1 torre del bianco | a8 torre del nero · c8 alfiere del nero · d8 donna del nero · e8 re del nero · f8 alfiere del nero · h8 torre del nero · a7 pedone del nero · b7 pedone del nero · c7 pedone del nero · d7 pedone del nero · f7 donna del bianco · g7 pedone del nero · h7 pedone del nero · c6 cavallo del nero · f6 cavallo del nero · e5 pedone del nero · c4 alfiere del bianco · e4 pedone del bianco · a2 pedone del bianco · b2 pedone del bianco · c2 pedone del bianco · d2 pedone del bianco · f2 pedone del bianco · g2 pedone del bianco · h2 pedone del bianco · a1 torre del bianco · b1 cavallo del bianco · c1 alfiere del bianco · e1 re del bianco · g1 cavallo del bianco · h1 torre del bianco | a8 torre del nero · c8 alfiere del nero · d8 donna del nero · e8 re del nero · f8 alfiere del nero · h8 torre del nero · a7 pedone del nero · b7 pedone del nero · c7 pedone del nero · d7 pedone del nero · f7 donna del bianco · g7 pedone del nero · h7 pedone del nero · c6 cavallo del nero · f6 cavallo del nero · e5 pedone del nero · c4 alfiere del bianco · e4 pedone del bianco · a2 pedone del bianco · b2 pedone del bianco · c2 pedone del bianco · d2 pedone del bianco · f2 pedone del bianco · g2 pedone del bianco · h2 pedone del bianco · a1 torre del bianco · b1 cavallo del bianco · c1 alfiere del bianco · e1 re del bianco · g1 cavallo del bianco · h1 torre del bianco | a8 torre del nero · c8 alfiere del nero · d8 donna del nero · e8 re del nero · f8 alfiere del nero · h8 torre del nero · a7 pedone del nero · b7 pedone del nero · c7 pedone del nero · d7 pedone del nero · f7 donna del bianco · g7 pedone del nero · h7 pedone del nero · c6 cavallo del nero · f6 cavallo del nero · e5 pedone del nero · c4 alfiere del bianco · e4 pedone del bianco · a2 pedone del bianco · b2 pedone del bianco · c2 pedone del bianco · d2 pedone del bianco · f2 pedone del bianco · g2 pedone del bianco · h2 pedone del bianco · a1 torre del bianco · b1 cavallo del bianco · c1 alfiere del bianco · e1 re del bianco · g1 cavallo del bianco · h1 torre del bianco | 2 |
| 1 | a8 torre del nero · c8 alfiere del nero · d8 donna del nero · e8 re del nero · f8 alfiere del nero · h8 torre del nero · a7 pedone del nero · b7 pedone del nero · c7 pedone del nero · d7 pedone del nero · f7 donna del bianco · g7 pedone del nero · h7 pedone del nero · c6 cavallo del nero · f6 cavallo del nero · e5 pedone del nero · c4 alfiere del bianco · e4 pedone del bianco · a2 pedone del bianco · b2 pedone del bianco · c2 pedone del bianco · d2 pedone del bianco · f2 pedone del bianco · g2 pedone del bianco · h2 pedone del bianco · a1 torre del bianco · b1 cavallo del bianco · c1 alfiere del bianco · e1 re del bianco · g1 cavallo del bianco · h1 torre del bianco | a8 torre del nero · c8 alfiere del nero · d8 donna del nero · e8 re del nero · f8 alfiere del nero · h8 torre del nero · a7 pedone del nero · b7 pedone del nero · c7 pedone del nero · d7 pedone del nero · f7 donna del bianco · g7 pedone del nero · h7 pedone del nero · c6 cavallo del nero · f6 cavallo del nero · e5 pedone del nero · c4 alfiere del bianco · e4 pedone del bianco · a2 pedone del bianco · b2 pedone del bianco · c2 pedone del bianco · d2 pedone del bianco · f2 pedone del bianco · g2 pedone del bianco · h2 pedone del bianco · a1 torre del bianco · b1 cavallo del bianco · c1 alfiere del bianco · e1 re del bianco · g1 cavallo del bianco · h1 torre del bianco | a8 torre del nero · c8 alfiere del nero · d8 donna del nero · e8 re del nero · f8 alfiere del nero · h8 torre del nero · a7 pedone del nero · b7 pedone del nero · c7 pedone del nero · d7 pedone del nero · f7 donna del bianco · g7 pedone del nero · h7 pedone del nero · c6 cavallo del nero · f6 cavallo del nero · e5 pedone del nero · c4 alfiere del bianco · e4 pedone del bianco · a2 pedone del bianco · b2 pedone del bianco · c2 pedone del bianco · d2 pedone del bianco · f2 pedone del bianco · g2 pedone del bianco · h2 pedone del bianco · a1 torre del bianco · b1 cavallo del bianco · c1 alfiere del bianco · e1 re del bianco · g1 cavallo del bianco · h1 torre del bianco | a8 torre del nero · c8 alfiere del nero · d8 donna del nero · e8 re del nero · f8 alfiere del nero · h8 torre del nero · a7 pedone del nero · b7 pedone del nero · c7 pedone del nero · d7 pedone del nero · f7 donna del bianco · g7 pedone del nero · h7 pedone del nero · c6 cavallo del nero · f6 cavallo del nero · e5 pedone del nero · c4 alfiere del bianco · e4 pedone del bianco · a2 pedone del bianco · b2 pedone del bianco · c2 pedone del bianco · d2 pedone del bianco · f2 pedone del bianco · g2 pedone del bianco · h2 pedone del bianco · a1 torre del bianco · b1 cavallo del bianco · c1 alfiere del bianco · e1 re del bianco · g1 cavallo del bianco · h1 torre del bianco | a8 torre del nero · c8 alfiere del nero · d8 donna del nero · e8 re del nero · f8 alfiere del nero · h8 torre del nero · a7 pedone del nero · b7 pedone del nero · c7 pedone del nero · d7 pedone del nero · f7 donna del bianco · g7 pedone del nero · h7 pedone del nero · c6 cavallo del nero · f6 cavallo del nero · e5 pedone del nero · c4 alfiere del bianco · e4 pedone del bianco · a2 pedone del bianco · b2 pedone del bianco · c2 pedone del bianco · d2 pedone del bianco · f2 pedone del bianco · g2 pedone del bianco · h2 pedone del bianco · a1 torre del bianco · b1 cavallo del bianco · c1 alfiere del bianco · e1 re del bianco · g1 cavallo del bianco · h1 torre del bianco | a8 torre del nero · c8 alfiere del nero · d8 donna del nero · e8 re del nero · f8 alfiere del nero · h8 torre del nero · a7 pedone del nero · b7 pedone del nero · c7 pedone del nero · d7 pedone del nero · f7 donna del bianco · g7 pedone del nero · h7 pedone del nero · c6 cavallo del nero · f6 cavallo del nero · e5 pedone del nero · c4 alfiere del bianco · e4 pedone del bianco · a2 pedone del bianco · b2 pedone del bianco · c2 pedone del bianco · d2 pedone del bianco · f2 pedone del bianco · g2 pedone del bianco · h2 pedone del bianco · a1 torre del bianco · b1 cavallo del bianco · c1 alfiere del bianco · e1 re del bianco · g1 cavallo del bianco · h1 torre del bianco | a8 torre del nero · c8 alfiere del nero · d8 donna del nero · e8 re del nero · f8 alfiere del nero · h8 torre del nero · a7 pedone del nero · b7 pedone del nero · c7 pedone del nero · d7 pedone del nero · f7 donna del bianco · g7 pedone del nero · h7 pedone del nero · c6 cavallo del nero · f6 cavallo del nero · e5 pedone del nero · c4 alfiere del bianco · e4 pedone del bianco · a2 pedone del bianco · b2 pedone del bianco · c2 pedone del bianco · d2 pedone del bianco · f2 pedone del bianco · g2 pedone del bianco · h2 pedone del bianco · a1 torre del bianco · b1 cavallo del bianco · c1 alfiere del bianco · e1 re del bianco · g1 cavallo del bianco · h1 torre del bianco | a8 torre del nero · c8 alfiere del nero · d8 donna del nero · e8 re del nero · f8 alfiere del nero · h8 torre del nero · a7 pedone del nero · b7 pedone del nero · c7 pedone del nero · d7 pedone del nero · f7 donna del bianco · g7 pedone del nero · h7 pedone del nero · c6 cavallo del nero · f6 cavallo del nero · e5 pedone del nero · c4 alfiere del bianco · e4 pedone del bianco · a2 pedone del bianco · b2 pedone del bianco · c2 pedone del bianco · d2 pedone del bianco · f2 pedone del bianco · g2 pedone del bianco · h2 pedone del bianco · a1 torre del bianco · b1 cavallo del bianco · c1 alfiere del bianco · e1 re del bianco · g1 cavallo del bianco · h1 torre del bianco | 1 |
|   | a | b | c | d | e | f | g | h |   |

Il matto del barbiere è una trappola d'apertura scacchistica. Consiste in un particolare scacco matto che avviene dopo poche mosse, in cui spesso incappano i principianti. Il matto del barbiere capitalizza la "non" protezione della casella f7 controllata dal Nero, che, difesa dal solo Re, non vanta di una protezione efficacissima.
Un possibile svolgimento della partita è
1. e4 e5
2. Dh5 Cc6
3. Ac4 Cf6??
4. Dxf7#
sebbene siano possibili altri ordini di mosse che conducono alla stessa posizione (ad esempio lo scambio tra la mossa di Regina e quella d'alfiere).
Questo matto non è naturalmente forzato, ma può essere evitato:
3...g6
4. Df3 Cf6.
È anche da notare che in questo modo il Bianco rimane in una posizione infelice, a causa della donna esposta alle minacce avversarie, consentendo al Nero uno sviluppo più veloce.
Il matto del barbiere non è il più rapido possibile: ne esiste un altro, detto "matto dell'imbecille", che permette al Nero la vittoria in sole due mosse. Esso è tuttavia molto meno diffuso del matto del barbiere, perché richiede al Bianco delle mosse precise per perdere.

## Il nome
Solo in Italia il matto del barbiere è chiamato così. In alcune zone, incluse Francia, Germania, Paesi Bassi e Spagna viene detto matto del pastore, nei Paesi anglosassoni e scandinavi matto dello studioso (scholar's mate), in Russia matto del bambino e in Polonia matto del calzolaio.
Alcuni sostengono che il nome derivi dal fatto che l'azione della Donna e l'alfiere agisca come una forbice del barbiere o del pastore.